# ヴァレラーノ・ディ・サルッツォ
ヴァレラーノ・ディ・サルッツォ（イタリア語：Valerano di Saluzzo, 1374年ごろ - 1443年）は、サルッツォ摂政（在位：1416年 - 1424年）。マンタ、ヴェルツオーロおよびブロンデッロの領主。ブルデッロ（現在のブロンデッロ）城の名より、「il Burdo」とよばれた。

## 生涯
サルッツォ侯トンマーゾ3世の庶子として生まれた。母の名はおそらくオルメタ・デ・ソリオである。父の遺言により、父の妃マルグリット・ド・ルシーとともにサルッツォ侯領の摂政に指名された。父トンマーゾ3世は1416年に死去し、このとき父の嫡子ルドヴィーコ1世はわずか9歳であった。一方ヴァレラーノはこの時すでに40歳を超えており、摂政となるのにふさわしい人物であったとみられる。
父トンマーゾ3世が死去した後、父とその妃マルグリット（1419年没）の遺志に基づき、ヴァレラーノは異母弟ルドヴィーコ1世が成年に達するまで侯領を統治した。ヴァレラーノはマンタ城を封土として領有し、この城に引退後死去するまで住んだ。ここでヴァレラーノは城の修復を手配し、ホールにフレスコ画を描かせた。そのフレスコ画には、ヴァレラーノはヘクトールとして描かれ、同様に歴代サルッツォ侯および侯妃も英雄の姿で描かれている。
ヴァレラーノの子孫はサルッツォ・デッラ・マンタ家として19世紀まで続いた。

## 参考文献

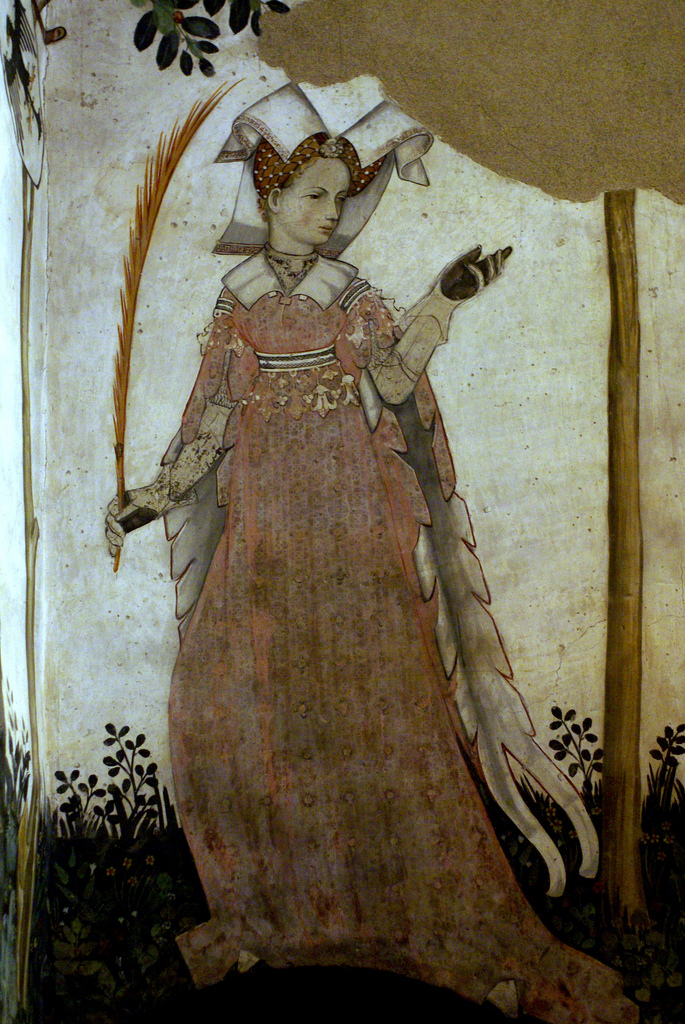
テウタとして描かれる妃クレメンツァ・プロヴァーナ